# José Suárez Carreño
José Suárez Carreño (Guadalupe, Monterrey, Mèxic, 1915 - Madrid, Espanya, 20 de desembre de 2002) fou un escriptor i guionista hispà-mexicà.

## Biografia
Va néixer a Guadalupe (Mèxic) el 1915, però d'adolescent es va traslladar a viure a Madrid amb la seva família. Es va donar a conèixer amb el premi Adonais de poesia, que va rebre el 1943 per la seva obra Edad del hombre, compartit amb Vicente Gaos per Arcángel de mi noche i Alfonso Moreno per El vuelo de la carne.
El 1949 guanyà el premi Nadal de novel·la amb Las últimas horas. Aquesta novel·la marca, al costat de La colmena de Camilo José Cela i La noria de Luis Romero, el punt de partida per a una nova etapa dins de la novel·la social espanyola. La crítica va ser unànime en el seu elogi a Proceso personal, novel·la publicada el 1955. Amb la seva obra dramàtica Condenados (1951) va rebre el premi Lope de Vega de teatre.
Desenvolupà també la seva activitat creativa com a guionista de cinema, en pel·lícules originals i en altres en què adaptà les seves pròpies novel·les a la gran pantalla.
En l'àmbit polític, el 1956 col·laborà amb Joaquín Ruiz-Giménez en la fundació del Partit d'Acció Democràtica (PADE).

## Obres

### Poesia
- La tierra amenazada, 1943
- Edad del hombre, 1944, premi Adonáis de poesia

### Novel·la
- Las últimas horas, 1949, premi Nadal
- Proceso personal, 1955

### Teatre
- Condenados, 1951, premi Lope de Vega

### Guió cinematogràfic
- Cabaret (1952), dirigida per Eduardo Manzano amb guió de José Suárez Carreño i d'Eduardo Manzano.
- Condenados (1953), dirigida per Manuel Mur Oti, amb el guió de la seva obra teatral homònima.
- Fulano y mengano (1955), dirigida per Joaquín Romero Marchent; adaptació al cine de la seva novel·la Proceso personal, amb guió de José Suárez Carreño i de Jesús Franco.
- Juicio final (1955), dirigida per José Ochoa; adaptació de la seva novel·la Las últimas horas, amb guió de José Suárez Carreño i de José María Ochoa.
- Juanillo, mamá y papá (1957), de José Suárez Carreño i Giovanni d'Eramo.
- Proceso a la conciencia (1964), dirigida per Agustín Navarro, amb guió de José Suárez Carreño i d'Agustín Navarro.
- Llovidos del cielo (1962), dirigida per Arturo Ruiz Castillo i guió de José Suárez Carreño i d'Arturo Ruiz Castillo.